# Tuukka Kaukoniemi
Tuukka Kaukoniemi (* 22. November 1985 in Oulu) ist ein ehemaliger finnischer Skirennläufer. Er startete vorwiegend in den Disziplinen Slalom und Riesenslalom.

## Karriere
Tuukka Kaukoniemi nahm ab der Saison 2000/2001 an FIS-Rennen und den finnischen Meisterschaften teil. Nach ersten Siegen und Podestplätzen in FIS-Rennen startete er im Dezember 2004 in Levi erstmals bei zwei Riesenslaloms im Europacup, bei denen er allerdings im ersten Durchgang ausfiel. Während der nächsten zwei Jahre folgten keine weiteren Europacupstarts. Im Februar 2005 nahm Kaukoniemi an den Juniorenweltmeisterschaften in Bardonecchia teil, wo er lediglich in der Abfahrt als 66. ins Ziel kam.
Nachdem Kaukoniemi in der Saison 2005/2006 wieder drei FIS-Rennen gewonnen hatte, kam er ab dem Winter 2006/2007 regelmäßig im Europacup und bei Weltcup-Slaloms zum Einsatz. Während er im Weltcup in keinem Rennen bis in den zweiten Durchgang kam, erzielte er im Europacup als bestes Saisonresultat den 21. Platz im ersten Slalom von Salla. Kaukoniemi war auch Teil des finnischen Teams bei den Weltmeisterschaften 2007 in Åre. Er schied im Slalom nach dem 25. Platz im ersten Durchgang im zweiten Lauf aus, erreichte aber mit seinen Teamkollegen im Mannschaftswettbewerb den vierten Platz.
Ab der Saison 2007/2008 kam Kaukoniemi nur noch selten im Weltcup zum Einsatz und blieb weiterhin ohne Punkte. Im Europacup erreichte er am 5. Dezember 2007 mit dem elften Platz im Riesenslalom von Geilo sein bestes Karriereergebnis. Wegen einer Bänderverletzung im Knie musste er die Saison sechs Wochen später beenden. Während des gesamten nächsten Winters blieb Kaukoniemi ohne Punkte im Europacup. In FIS-Rennen hingegen gelang ihm noch ein Sieg. Nach den finnischen Meisterschaften im April 2009 beendete er seine Karriere als aktiver Skirennläufer.

## Erfolge

### Weltmeisterschaften
- Åre 2007: 4. Mannschaftswettbewerb

### Juniorenweltmeisterschaften
- Bardonecchia 2005: 66. Abfahrt

### Weitere Erfolge
- 2 Top-20-Platzierungen im Europacup
- 11 Siege in FIS-Rennen